# العلاقات الفرنسية الكوستاريكية
العلاقات الفرنسية الكوستاريكية هي العلاقات الثنائية التي تجمع بين فرنسا وكوستاريكا.

## مقارنة بين البلدين
هذه مقارنة عامة ومرجعية للدولتين:
| وجه المقارنة                                              | فرنسا                                                    | كوستاريكا                                 |
| --------------------------------------------------------- | -------------------------------------------------------- | ----------------------------------------- |
| المساحة (كم2)                                             | 643.80 ألف                                               | 51.10 ألف                                 |
| عدد السكان (نسمة)                                         | 67.12 مليون                                              | 4.91 مليون                                |
| الكثافة السكانية (ن./كم²)                                 | 104.26                                                   | 96.09                                     |
| العاصمة                                                   | باريس                                                    | سان خوسيه                                 |
| اللغة الرسمية                                             | لغة فرنسية                                               | اللغة الإسبانية                           |
| العملة                                                    | يورو، فرنك س ف ب، فرنك فرنسي، Livre tournois ‏            | كولون كوستاريكي                           |
| الناتج المحلي الإجمالي (بليون دولار)                      | 2.58 تريليون                                             | 57.06 مليار                               |
| الناتج المحلي الإجمالي (تعادل القوة الشرائية) بليون دولار | 2.87 تريليون                                             | 74.98 مليار                               |
| الناتج المحلي الإجمالي الاسمي للفرد دولار أمريكي          | 36.20 ألف                                                | 11.26 ألف                                 |
| الناتج المحلي الإجمالي للفرد دولار أمريكي                 | 39.33 ألف                                                | 14.92 ألف                                 |
| مؤشر التنمية البشرية                                      | 0.888                                                    | 0.766                                     |
| رمز المكالمات الدولي                                      | +33                                                      | +506                                      |
| رمز الإنترنت                                              | .fr، .bzh ‏، .tf، .re، .wf، .yt، .pm، .paris              | .cr، قائمة نطاقات المستوى الأعلى للإنترنت |
| المنطقة الزمنية                                           | أوروبا/باريس ‏، توقيت وسط أوروبا، توقيت وسط أوروبا الصيفي | 00                                        |

## منظمات دولية مشتركة
يشترك البلدان في عضوية مجموعة من المنظمات الدولية، منها:
| علم المنظمة | اسم المنظمة                               | تاريخ انضمام فرنسا | تاريخ انضمام كوستاريكا |
| ----------- | ----------------------------------------- | ------------------ | ---------------------- |
|             | الاتحاد البريدي العالمي                   | ?                  | ?                      |
|             | يونسكو                                    | 4 نوفمبر 1946      | 19 مايو 1950           |
|             | البنك الدولي للإنشاء والتعمير             | 27 ديسمبر 1945     | 8 يناير 1946           |
|             | منظمة التجارة العالمية                    | 1995               | ?                      |
|             | وكالة ضمان الاستثمار متعدد الأطراف        | 28 ديسمبر 1989     | 8 فبراير 1994          |
|             | الاتحاد الدولي للاتصالات                  | 1866               | 13 سبتمبر 1932         |
|             | منظمة الشرطة الجنائية الدولية             | ?                  | ?                      |
|             | مؤسسة التمويل الدولية                     | 20 يوليو 1956      | 20 يوليو 1956          |
|             | الأمم المتحدة                             | 24 أكتوبر 1945     | 2 نوفمبر 1945          |
|             | مؤسسة التنمية الدولية                     | 30 ديسمبر 1960     | 30 يونيو 1961          |
|             | الفريق المعني برصد الأرض                  | ?                  | ?                      |
|             | منظمة حظر الأسلحة الكيميائية              | ?                  | ?                      |
|             | المركز الدولي لتسوية المنازعات الاستشارية | 20 سبتمبر 1967     | 27 مايو 1993           |

## وصلات خارجية
- موقع وزارة الخارجية الفرنسية
- موقع وزارة الخارجية الكوستاريكية